# Latouchia cornuta
Latouchia cornuta is een spinnensoort in de taxonomische indeling van de valdeurspinnen (Ctenizidae).
Het dier behoort tot het geslacht Latouchia. De wetenschappelijke naam van de soort werd voor het eerst geldig gepubliceerd in 1983 door Da-xiang Song, Qiu & Zheng.